# Меркер, Максимилиан
Максимилиан (Макс) Ме́ркер (нем. Мах Märcker; 25 октября 1842, Кальбе, Саксония-Анхальт — 19 октября 1901, Гисен, Гессен) — немецкий химик, специалист в области агрохимии, профессор, доктор наук (1864).

## Биография
Родился в семье прусского министра юстиции.
В 1861—1864 гг. изучал химию в университетах Грайфсвальда и Тюбингена.
В 1864 году получил докторскую степень в Грайфсвальде с диссертацией «О разложении креатинина азотистой кислотой». Работал в университетской лаборатории Грайфсвальда и экспериментальной сельскохозяйственной станции в Брауншвейге.
С 1866 по 1871 год состоял ассистентом на сельскохозяйственных опытных станциях в Брауншвейге, Галле и Геттинген-Венде под руководством Вильгельма Геннеберга, где занимался главным образом вопросами питания животных.
В 1871 году был назначен начальником экспериментальной сельскохозяйственной опытной станции в Галле. В 1872 году защитил диссертацию («Quomodo diastasis invertad amylum») в Университете Галле.
В 1892 году стал профессором Университета Галле.

## Научная деятельность
Разработал научные основания производства спирта и ввёл улучшения в организацию сельскохозяйственных опытных полей.
Занимался исследованиями качества кормов и продуктов питания, его много раз переиздававшийся труд «Справочник по производству спирта» стал стандартом при производстве крепких спиртных напитков ликеро-водочной промышленностью.
Главным интересом Меркера, однако, были вопросы минеральных удобрений, благодаря его исследованиям калийные соли нашли широкое применение в сельском хозяйстве. Он также предложил методы использования шлака при производстве чугуна в качестве фосфорного удобрения.
В 1893 году Меркер совершил поездку в США. Под впечатлением от экспериментальных американских ферм он создал исследовательскую ферму в Бад-Лаухштедте.
За тридцатилетний срок научной деятельности превратил экспериментальную станцию в Галле в один из самых важных сельскохозяйственных исследовательских центров в Германии.
Почётный член Лондонского королевского общества. Член Германской академии естествоиспытателей «Леопольдина» (1886). С 1890 года — тайным советник.

## Избранные труды
- «Handbuch d. Spiritusfabrication» (6 изд., 1894);
- «Die zweckmässige Anwendung d. Kalisalze» (1880);
- «Amerik. Landwirthschaft u. landw. Versuchs- u. Unterrichtswesen» (1895) и др.